# Níjnieie Babalàrovo
Níjnieie Babalàrovo (en rus: Нижнее Бабаларово) és un poble de Baixkíria, a Rússia, que en el cens del 2010 tenia 230 habitants. Pertany al districte de Iermolàievo.